# Gemmei
Gemmei (japonsky 元明天皇, Gemmei-tennó neboli císařovna Gemmei, 20. dubna 660 – 29. prosince 721, Nara), známá též jako Gemmjó, byla čtyřicátým třetím císařem Japonska v souladu s tradičním pořadím posloupnosti.Byla prvním vládcem  Období Nara.
Císařovna Gemmei vládla v období od roku 707 do roku 715.
V japonských dějinách byla Gemmei čtvrtá z osmi žen, jež se staly vládnoucími císařovnami. Tři vládnoucí císařovny před Gemmei byly Suiko, Kógjoku/Saimei a Džitó. Čtyři další samostatné vládkyně na Chryzantémovém trůně po Gemmei byly, Genšó, Kóken/Šótoku, Meišó a Go-Sakuramači.

## Legenda
Před nástupem na Chryzantémový trůn bylo její osobní jméno (imina) Abe-hime neboli princezna Abe.
Císařovna Gemmei byla čtvrtou dcerou císaře Tendžiho a mladší sestrou císařovny Džitó – měly rozdílné matky. Její matka, Mei-no-Iracume (známá též jako Soga-hime) byla dcerou udajdžina (ministra pravice) Sogy-no-Kury-no-Jamady-no-Išikawy-no-Mara (známého též jako Soga Jamada-no Ó-omi).
Někdy kolem roku 679 se Gemmei stala manželkou (njógo) korunního prince Kusakabeho no Mika, který byl synem císaře Temmua a císařovny Džitó. Princi Kusakabemu a princezně Abe se roku 683 narodil syn Karu, který se pak stal císařem Mommu. Po jeho smrti v roce 707 nastoupila Abe na trůn jako Gemmei. Nejméně jeden zdroj uvádí, že roli císařovny přijala, protože se její syn, císař Mommu, domníval, že jeho syn, Gemmeiin vnuk, je ještě příliš mlád, aby zvládl tlaky, jimž je vystaven nastupující císař.

### Události za vlády Gemmei

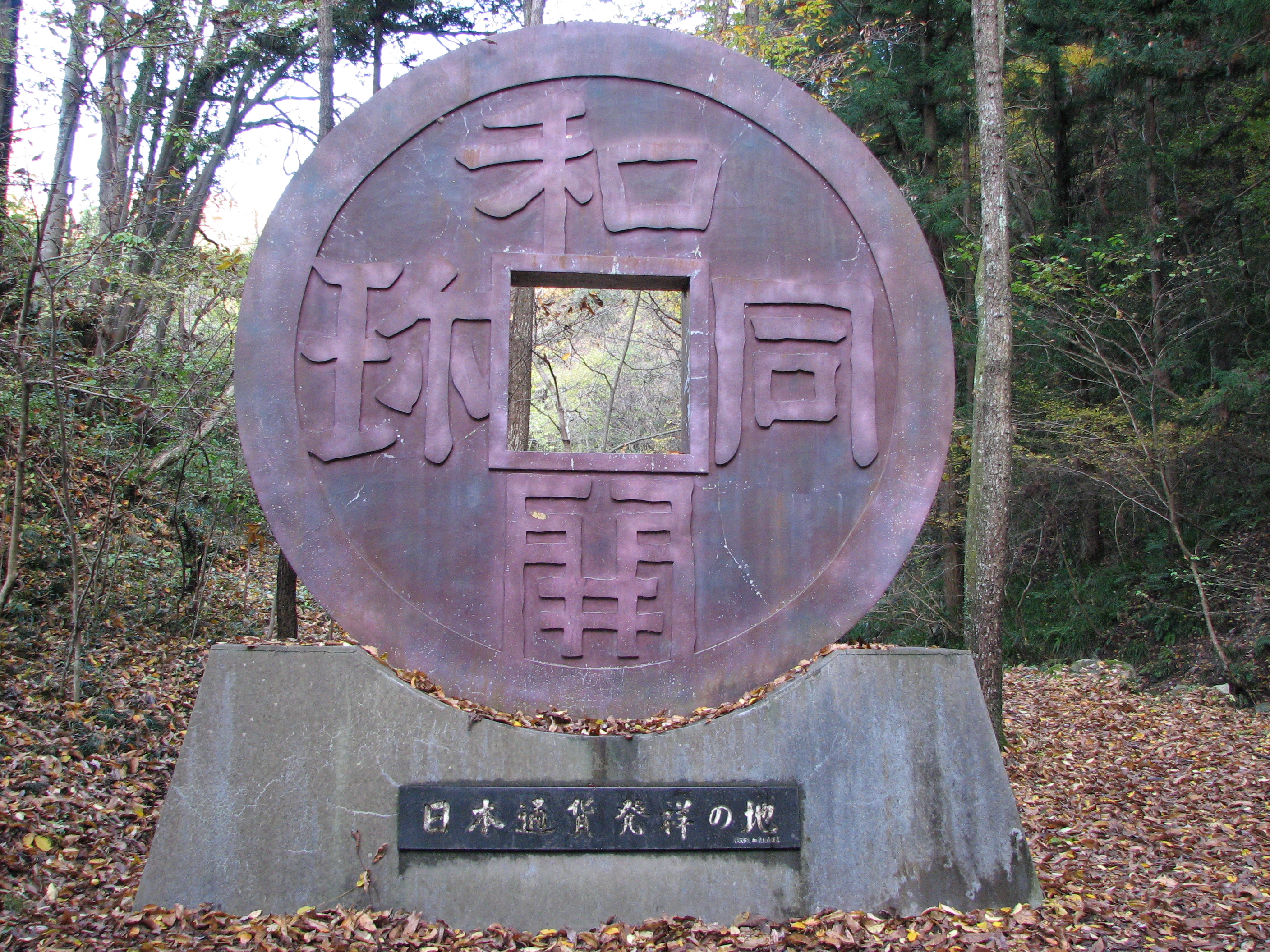
Památník nejstarší japonské minci wadókaičin, ražené poprvé v roce 708 ve městě Saitama

V roce 707 byl z Čičibu v provincii Musaši (dnes prefektura Saitama) hlášen objev ložiska měděné rudy. Následujícího roku byl na císařském dvoře předveden vzorek nově objevené měděné rudy z Musaši a formálně uznán jako „japonská“ měď. Následně byla v provincii Ómi založena mincovna. V tomtéž roce byl pravým ministrem neboli udajdžinem jmenován Fudžiwara no Fuhito a levým ministrem neboli sadajdžinem Isonokami no Maro.
Roku 709 vypuklo v provinciích Mucu a Ečigo protivládní povstání, které bylo záhy potlačeno. Téhož roku dorazil vyslanec z království z Silla s nabídkou platby daně. Vyslanec navštívil ministra Fudžiwaru no Fuhita, aby připravili půdu pro další návštěvy.

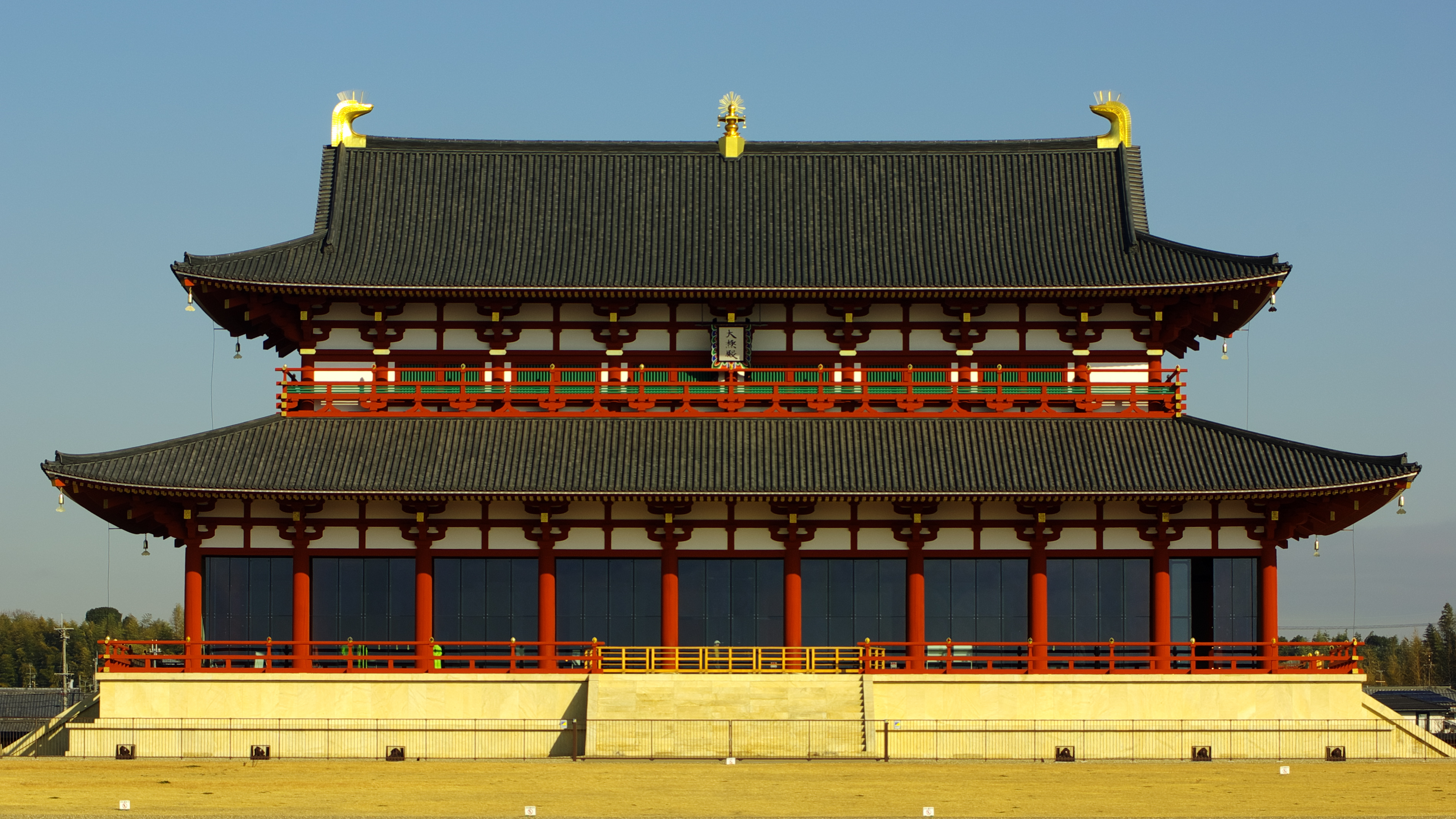
Hlavní budova císařského paláce v Heidžó-kjó v době změny hlavního města (rekonstruováno v roce 2010)

V roce 710 ustanovila císařovna Gemmei svým oficiálním sídlem Heidžó-kjó (dnešní Nara). V posledních letech vlády jejího předchůdce Mommua začaly rozsáhlé přípravy na tento přesun, ale práce nebyly za jeho života dokončeny. Počátkem roku 708 byl vydán císařský dokument o ustanovení Heidžó-kjó v provincii Jamato novým hlavním městem. Již od dávných dob bylo zvykem, že se s počátkem vlády nového císaře měnilo hlavní město. Nicméně císař Mommu se rozhodl hlavní město neměnit a raději zůstal v paláci Fudžiwara, v němž se usídlila císařovna Džitó. Palác císařovny Gemmei byl nazván Nara- no-mija.
Roku 711 byla dokončena nejstarší japonská dochovaná kronika Kodžiki neboli Zápisky o starých věcech. Tento třísvazkový rukopis je jednou z nejvýznamnějších japonských literárních památek. Jeho obsahem je doba mytických bohů, legendární období vlády prvních japonských císařů a další události až do pátého roku vlády již historicky doložené první císařovny Suiko (597).
V roce 712 se provincie Mucu oddělila od provincie Dewa. Následujícího roku byla od provincie Tango oddělena provincie Tanba, provincie Mimasaka odtržena od provincie Bizen a provincie Hjúga od provincie Ósumi.
Roku 713 se začaly sepisovat rukopisy Fudoki, které obsahovaly záznamy ze všech provincií a zahrnovaly jejich hospodářské a zeměpisné poměry, místní zvyky, mýty a legendy i historické události a básně, jež nebyly zaznamenány v kronikách Kodžiki a Nihonšoki.
Poté co císařovna Gemmei přesunula sídlo své vlády do Nary, zůstalo toto horské místo hlavním městem země s výjimkou pěti let po celé období Nara až do roku 784, kdy si císař Kammu zvolil nové hlavní město, Nagaoka-kjó.
Gemmei původně plánovala, že zůstane na trůně až do doby, než její vnuk dosáhne dospělosti. Avšak roku 715 se vzdala trůnu ve prospěch své dcery a starší sestry císaře Mommua Hidaky, která poté vešla ve známost jako císařovna Genšó. Po ní pak na trůn nastoupil její synovec princ Obito, známý jako císař Šómu.
Císařovna Gemmei vládla osm let. Přestože kromě ní bylo v japonské historii ještě dalších sedm vládnoucích císařoven, jejich následníci byli obvykle vybíráni z mužů otcovské císařské rodové linie. Proto někteří konzervativní vzdělanci zastávají názor, že ženy-panovnice vládly vždy pouze dočasně, a že proto musí být v 21. století zachována tradice pouze mužského nástupnictví. Jedinou výjimkou stojící proti této konvenční argumentaci tak zůstává císařovna Gemmei, po níž nastoupila na trůn její dcera, císařovna Genšó.
Jako odstoupivší panovnice přijala Gemmei titul daidžó tennó. Byla teprve druhou ženou po císařovně Džitó, která tento titul přijala. Gemmei poté žila v ústraní ještě dalších sedm let jako takzvaná klášterní vládkyně, což byla v Japonsku zvláštní forma vlády. Zemřela ve věku 61 let v prosinci 721.
Místo, kde byla císařovna Gemmei pohřbena, je známé. Císařovna je tradičně uctívána v pamětní šintoistické svatyni (misasagi) v Narazaka-čo ve městě Nara. Úřad pro záležitosti japonského císařského dvora stanovil toto místo jako mauzoleum císařovny Gemmei, takže nese formální jméno Nahojama-no-higaši no misasagi.

## Poezie
Manjóšú neboli Sbírka bezpočtu listů obsahuje báseň, kterou údajně napsala císařovna Gemmei v roce 708.

## Rodina
- Manžel: princ Kusakabe (草壁皇子), syn císaře Temmua
  - první dcera: princezna Hidaka (氷高皇女), později císařovna Genšó
  - první syn: princ Karu (珂瑠/軽), později císař Mommu
  - druhá dcera: císařská princezna Kibi (吉備内親王), 686–729, provdána za prince Nagaju